# Andros Zins-Browne
Andros Zins-Browne (New York, 1981) is een hedendaags Amerikaans danser en choreograaf die woont en werkt in Brussel. Het werk van Andros Zins-Browne leunt dicht aan bij de beeldende kunst.

## Achtergrond
Andros Zins-Browne is een Amerikaans hedendaags (podium)kunstenaar die voornamelijk actief is als danser en choreograaf. Op vroege leeftijd volgde hij een balletopleiding aan Joffrey Ballet School, een prestigieuze dansschool in New York. Na het behalen van zijn bachelor opleiding Art / Semiotics (kunst en semiotiek) aan Brown University (New York), verhuisde hij in 2002 naar Brussel. Tussen 2002 en 2006 volgde hij er een opleiding aan P.A.R.T.S, de dansschool opgericht door Belgisch danser en choreografe Anne Teresa De Keersmaeker. Zijn eindproject Limewire (2016) lanceerde Andros Zins-Browne' carrière. Tussen 2010 en 2011 startte hij een onderzoekstraject beeldende kunst aan de Jan Van Eyck Academie in Maastricht: Immaterial Bodies, Embodied Materials. Sinds 2007 heeft Andros Zins-Browne een lopende samenwerking met wp Zimmer, een werkruimte in Antwerpen die hem financieel en administratief ondersteunt maar ook bijstaat bij zijn onderzoek en de creatie van nieuw werk.
Andros Zins-Browne trad met zijn producties reeds op in verschillende grote internationale instellingen zoals Centre Georges Pompidou in Parijs, ICA in Londen, HAU in Berlijn, MDT in Stockholm, Het Stedelijk Museum in Amsterdam, De Singel in Antwerpen, EMPAC in New York, Pact Zollverein in Essen en het Kaaitheater in Brussel. In 2003 ontving Andros Zins-Browne tijdens het Impulse Festival in Düsseldorf de Goethe Institute Award voor The Host. Als danser werkte hij reeds samen met choreograaf Mette Ingvartsen (2008), Jonathan Burrows (2009) en in het werk van beeldend kunstenaar Tino Seghal (This Variation) voor dOCUMENTA 13 in Kassel (2012).

## Artistieke productie
Alhoewel opgeleid als danser, leunt het werk van Andros Zins-Browne zeer sterk aan dat van de beeldende kunst. In zijn werk creëert hij choreografieën en hybride omgevingen die zich ergens tussen installatie, performance en conceptuele dans begeven. Het gebruik van technologie zoals holografie en 3D presentaties maar ook green screens tekenen het werk van Andros Zins-Browne sterk. Het oeuvre van Andros Zins-Browne wordt uitgevoerd door zowel amateurs als geschoolde danser.
Doorheen zijn de projecten onderzoekt Andros Zins-Browne de zone waar lichaam en betekenis samenkomen. Zijn vroeg werk (White Out, Day in / Day Out ) wordt gekenmerkt door een semiotische benadering. In zijn latere projecten (Recreations, Second Life, Neverland) gaat hij gebruik maken van zijn choreografische constructies om de taal van representatie te compliceren en zelfs ontdoen. In zijn later werk benadert hij concepten van vrijheid en hoe deze zich verhouden tot hun socio-politieke omgeving. Andros Zins-Browne trok in kader hiervan in 2016 naar het International Network for Contemporary Performing Arts (IETM) in Beriut.
In 2013 stichtte Andros Zins-Browne de vzw 'The Great Indoors' in België, een organisatie voor artistiek onderzoek en productie.

### Artistiek Oeuvre en theaterproducties
Andros Zins-Browne produceert werk dat ergens tussen dans en beeldende kunst ligt. Veeleer valt het werk eerder onder beeldende kunst te plaatsen.Andros Zins Browne is actief zijn 2004.
White OutWhite Out (2004) is een performance in coproductie met P.A.R.T.S en onderzoekt de dynamieken achter de constructie, verificatie en het gebruik van de term "ras" binnen de maatschappij.
Day in / Day OutDay in / Day out (2004) is een performance en coproductie met P.A.R.T.S.. De creatie komt voort uit een samenwerking tussen Andros Zins-Browne en Sandy Williams. Als performance bevraagt het stuk de institutionele ruimte en benadert ideeën zoals binnen/buiten, inclusie/exclusie.
One for OneOne for One (2005) werd samen gecreëerd met Loan Ha, Sung-Im Her en Tarek Halaby en is een co-productie met P.A.R.T.S.
RecreationsRecreations (2005) is een samenwerking tussen Andros Zins-Browne, Femke Gyselinck, Sandra Iche en Matthieu Bajolet onder co-productie met P.A.R.T.S.
LimewireLimewire (2006) is het afstudeerstuk van Andros Zins-Browne aan P.A.R.T.S. Het is een choreografie die vertrekt vanuit de principes van netwerken en peer-to-peer file-sharing. De choreografie werd geschreven door Andros Zins-Browne en het werd uitgevoerd door Zins-Browne, Eugenie Rebetez, Agnieszka Dmochowska, Tarek Halaby en Marc Iglesias en is een co-productie met P.A.R.T.S..
NeverlandNeverland (2008) is een 3D video installatie waarin een professionele Michael Jackson impersonator (Christophe Lesquesne) getoond wordt in de vorm van een hologram.
Second LifeSecond Life (2008) is een samenwerking tussen Andros Zins-Browne en Agnieszka Dmochowska, Béatrice Balcou en Jaime Llopis. Het werk vertrekt vanuit het idee dat virtuele werelden (zoals Second Life) en de realiteit steeds meer samenvallen. In deze performance brengt hij deze twee generaties samen en wordt omringd door zowel jonge dansers als een groep oudere amateurperformances ouder dan 70.
The HostThe Host (2010) is een concept van Andros Zins-Browne en wordt opgevoerd samen met Jaime Llopis en Sidney Leoni. The Host speelt zich af in en opblaas omgeving (gecreëerd door Inflatables).
&&&&&&&& (2012) is een samenwerking tussen Andros Zins-Browne en studenten van het conservatorium in Lyon. De muziek voor deze performance werd geschreven door David Lang. &&&& is een co-productie met Les Substinances.
Welcome to the JungleWelcome to the Jungle (2012) is een immersieve performance installatie van Andros Zins-Browne en Erki De Vries die zich inspireert op de ecologische term "global weirding" en welke implicaties deze kan hebben. Het werk creëert een immersieve omgeving voor de toeschouwer. Welcome to the Jungle werd gepresenteerd op het Possible Futures festival in Vooruit (Gent) en werd gesteund door House on Fire, een netwerk van 10 Europeaanse theaters en festivals.
The Lac of SignsThe Lac of Signs (2013) is een soloperformance geschreven door Andros Zins-Browne voor Chrysa Parkinson. De Lac of Signs werd in twee formats gepresenteerd. Een libretto-boekje en een hologram (video projectie). Het project werd gesteund door House on Fire.
The Middle AgesThe Middle Ages (2015) ging in maart 2015 in première in Vooruit (Gent).
Already UnmadeAlready Unmade (2016) is een performance die in verschillende vormen gepresenteerd werd. Het werd het getoond als een solo performance (Yvonne Lambert Gallery, Berlin), binnen een groepstentoonstelling, in de vorm van een serie onaangekondigde performances (Repetition (2016) in Villa Empain / Boghossian Foundation, Brussel) maar ook als een workshop voor jonge professionele dansers (ImPulsTanz Festival, Wenen). De performance keert het proces van hoe een choreografie tot stand punt om. Het werk werd gecreëerd onder commissie van Boghossian Foundation en vond plaats in BOZAR (Brussel), The Whitney Museum (New York) en The Rockbund Museum (Shanghai).
Atlas RevisitedAtlas Revisited (2017) is een samenwerking tussen Andros Zins-Browne en beeldend kunstenaar Karthik Pandian. Het is een multidisciplinaire productie waarbij gebruikgemaakt wordt van een filmstudio in het midden van de Marokkaanse woestijn. De film toont hoe Andros Zins-Browne en Karthik Pandian tevergeefs kamelen proberen te laten dansen in de woestijn.

### Prijzen en onderscheidingen
In 2013 ontving Andros Zins-Browne tijdens het Impulse Festival in Düsseldorf de Goethe-Institut Award voor The Host (2010).